# Lorenzo Fioramonti
Lorenzo Fioramonti (né le 29 avril 1977 à Rome) est un homme politique italien, issu du Mouvement 5 étoiles. Il a été ministre de l'Éducation du gouvernement Conte II de septembre à décembre 2019.
Il démissionne de son poste au gouvernement le 25 décembre 2019, quitte le Mouvement 5 étoiles le 30 décembre pour siéger au sein du groupe mixte de la Chambre, puis rejoint le parti Italie verte le 30 juin 2020.

## Source de traduction
- (it) Cet article est partiellement ou en totalité issu de l’article de Wikipédia en italien intitulé « Lorenzo Fioramonti » (voir la liste des auteurs).